# Robert Barsky
Robert Franklin Barsky (Montréal, 1961) è un sociologo, biografo e scrittore statunitense, professore al College of Arts and Sciences, e alla Law School dell'Università Vanderbilt di Nashville, Tennessee.
È un esperto di Noam Chomsky, teoria della letteratura, convenzioni per i rifugiati, immigrazione e legge sui rifugiati, condizioni lavorative nelle Americhe. La sua biografia di Chomsky intitolata Noam Chomsky: Una vita di dissenso (Noam Chomsky: A Life of Dissident) venne pubblicata nel 1997 dalla MIT Press, seguita nel 2007 da The Chomsky Effect: A Radical Works Beyond the Ivory Tower, e in seguito nel 2011 da Zellig Harris: From American Linguistics to Socialist Zionism, entrambi pubblicati dalla MIT Press. I suoi lavori più recenti sono Undocumented Immigrants in an Era of Arbitrary Law (Routledge Law, 2016) e Hatched!, un romanzo (Sunbury Press, 2016).

## Biografia
Barsky è nato e cresciuto a Montréal. Ha frequentato la Brandeis University a Waltham (Massachusetts), e dopo essersi laureato si è trasferito a Verbier, in Svizzera, con l'intento di intraprendere una carriera sciistica. Nel 1985, è tornato in Canada per conseguire una laurea alla McGill University di Montréal, prima su Lord Byron e poi, proseguendo il suo lavoro di trascrittore delle sentenze sui rifugiati, sul discorso della Convenzione per i rifugiati per un dottorato in Letteratura comparata. Dopo il dottorato ha continuato a lavorare per l'Institut national de la recherche scientifique (INRS), prima di conseguire un post-dottorato con Michel Meyer sulla retorica e l'argomentazione presso la Université libre de Bruxelles, in Belgio.

## Opere
Barsky è autore ed editore di numerosi libri di narrativa e di legislazione sui rifugiati (Undocumented Immigrants in an Era of Arbitrary Law: The Flight and Plight of Peoples Deemed 'Illegal', Constructing a Productive Other: Discourse Theory and the Convention Refugee Hearing and Arguing and Justifying: Assessing the Convention Refugees' Choice of Moment, Motive and Host Country) sulle teorie e pratiche dei pensatori radicali (Zellig Harris: From American Linguistics to Socialist Zionism, The Chomsky Effect: A Radical Works Beyond the Ivory Tower, Noam Chomsky: A Life of Dissent e un'edizione de I consigli dei lavoratori di Anton Pannekoek) sulla teoria letteraria (Introduction à la théorie littéraire, un volume edito con Michael Holquist intitolato Bakhtin and Otherness, una raccolta edita con Eric Méchoulan intitolata The Production of French Criticism, una dal titolo Marc Angenot and the Scandal of History, un'altra con Saleem Ali per www.ameriquests.org : Quests Beyond the Ivory Tower: Public Intellectuals, Academia and the Media) e sulla traduzione - sia a livello teorico sia pratico (inclusa la traduzione di Philosophy and the Passions di Michel Meyer). Ha lavorato per diverse testate giornalistiche, tra le quali SubStance, per cui ha lavorato come editore, ed è fondatore di 415 South Street, una rivista letteraria alla Brandeis University, Discours social/Social Discourse, e la rivista internazionale online AmeriQuests. Il suo romanzo, Hatched!, è stato pubblicato nel 2016.
Barsky è stato Canadian Bicentennial Visiting Professor a Yale, Visiting Professor all'Istituto di Studi Avanzati di Tolosa, della Scuola di Legge della VU Amsterdam, sotto il patronato della Società Reale Olandese, e all'Institute for Advanced Studies in the Humanities dell'Università di Edimburgo. È anche direttore del Centro W.T. Bandy, a capo degli studi sul Quebec e il Canada, e co-direttore, con Daniel Gervais, del Literature and Law Seminar al Robert Penn Warren Center.